# (73393) 2002 LU15
(73393) 2002 LU15 – planetoida z pasa głównego asteroid okrążająca Słońce w ciągu 3,83 lat w średniej odległości 2,45 j.a. Odkryta 6 czerwca 2002 roku.